# Lijst van presidenten van Argentinië
Hier vindt u de lijst van presidenten van Argentinië van het jaar 1854 tot heden. Een ambtstermijn van de Argentijnse president duurt 4 jaar. De president wordt gekozen. Volgens de huidige grondwet wint de kandidaat die meer dan 45% van de uitgebrachte stemmen heeft gekregen of meer dan 40% van de stemmen én een voorsprong van 10%-punt op de nummer twee. In alle andere gevallen volgt een tweede verkiezingsronde. De huidige president is Javier Milei. Hij won de presidentiële verkiezing in november 2023. 

## Presidenten van deArgentijnse Republiek(1854–1976)
| President | President                                       | Ambtstermijn                         | Partij       |
| --------- | ----------------------------------------------- | ------------------------------------ | ------------ |
|           | Justo José de Urquiza (1801-1870)               | 5 maart 1854 - 5 maart 1860          | PF           |
|           | Santiago Derqui (1809-1867)                     | 5 maart 1860 - 5 november 1861       | PF           |
|           | Juan Esteban Pedernera (1796-1886)              | 5 november 1861 - 12 december 1861   | PU           |
|           | Bartolomé Mitre (1821-1906)                     | 12 december 1861 - 12 oktober 1868   | PL           |
|           | Domingo Faustino Sarmiento (1811-1888)          | 12 oktober 1868 - 12 oktober 1874    | PL           |
|           | Nicolás Avellaneda (1837-1885)                  | 12 oktober 1874 - 12 oktober 1880    | PAN          |
|           | Julio Argentino Roca (1843-1914)                | 12 oktober 1880 - 12 oktober 1886    | PAN          |
|           | Miguel Juárez Celman (1844-1909)                | 12 oktober 1886 - 6 augustus 1890    | PAN          |
|           | Carlos Pellegrini (1846-1906)                   | 6 augustus 1890 - 12 oktober 1892    | PAN          |
|           | Luis Sáenz Peña (1822-1907)                     | 12 oktober 1892 - 23 januari 1895    | PAN          |
|           | José Evaristo Uriburu (1831-1914)               | 23 januari 1895 - 12 oktober 1898    | PAN          |
|           | Julio Argentino Roca (1843-1914)                | 12 oktober 1898 - 12 oktober 1904    | PAN          |
|           | Manuel Quintana (1835-1906)                     | 12 oktober 1904 - 12 maart 1906      | PAN          |
|           | José Figueroa Alcorta (1860-1931)               | 12 maart 1906 - 12 oktober 1910      | PAN          |
|           | Roque Sáenz Peña (1851-1914)                    | 12 oktober 1910 - 9 augustus 1914    | PAN          |
|           | Victorino de la Plaza (1840-1919)               | 9 augustus 1914 - 12 oktober 1916    | PAN          |
|           | Hipólito Yrigoyen (1852-1933)                   | 12 oktober 1916 - 12 oktober 1922    | UCR          |
|           | Marcelo Torcuato de Alvear (1868-1942)          | 12 oktober 1922 - 12 oktober 1928    | UCR          |
|           | Hipólito Yrigoyen (1852-1933)                   | 12 oktober 1928 - 6 september 1930   | UCR          |
|           | José Félix Uriburu (1868-1932)                  | 6 september 1930 - 20 februari 1932  | Militair     |
|           | Agustín Pedro Justo (1876-1943)                 | 20 februari 1932 - 20 februari 1938  | Concordancia |
|           | Roberto Marcelino Ortiz (1886-1942)             | 20 februari 1938 - 27 juni 1942      | UCR-A        |
|           | Ramón S. Castillo (1873-1944)                   | 27 juni 1942 - 4 juni 1943           | PDN          |
|           | Arturo Rawson (1885-1952)                       | 4 t/m 7 juni 1943                    | Militair     |
|           | Pedro Pablo Ramírez (1884-1962)                 | 7 juni 1943 - 24 februari 1944       | Militair     |
|           | Edelmiro Julián Farrell (1887-1980)             | 24 februari 1944 - 4 juni 1946       | Militair     |
|           | Juan Perón (1895-1974)                          | 4 juni 1946 - 21 september 1955      | PL PJ        |
|           | José Domingo Molina Gómez (1896-1969)           | 21 t/m 23 september 1955             | Militair     |
|           | Eduardo Lonardi (1896-1956)                     | 23 september 1955 - 13 november 1955 | Militair     |
|           | Pedro Eugenio Aramburu (1905-1970)              | 13 november 1955 - 1 mei 1958        | Militair     |
|           | Arturo Frondizi (1908-1995)                     | 1 mei 1958 - 29 maart 1962           | UCRI         |
|           | José María Guido (1910-1975)                    | 29 maart 1962 - 12 oktober 1963      | UCRI         |
|           | Arturo Umberto Illia (1900-1983)                | 12 oktober 1963 - 29 juni 1966       | UCRP         |
|           | Geen president vanwege de militaire staatsgreep | 28 t/m 29 juni 1966                  |              |
|           | Juan Carlos Onganía (1914-1995)                 | 29 juni 1966 - 8 juni 1970           | Militair     |
|           | Roberto Marcelo Levingston (1920-2015)          | 8 juni 1970 - 22 maart 1971          | Militair     |
|           | Alejandro Agustín Lanusse (1918-1996)           | 22 maart 1971 - 25 mei 1973          | Militair     |
|           | Héctor José Cámpora (1909-1980)                 | 25 mei 1973 - 13 juli 1973           | PJ           |
|           | Raúl Alberto Lastiri (1915-1978)                | 14 juli 1973 - 12 oktober 1973       | PJ           |
|           | Juan Perón (1895-1974)                          | 12 december 1973 - 1 juli 1974       | PJ           |
|           | Isabel Martínez de Perón (1931)                 | 1 juli 1974 - 24 maart 1976          | PJ           |

## Presidenten tijdens deArgentijnse militaire dictatuur(1976–1983)
| President             | President                                            | Ambtstermijn                        | Partij   |
| --------------------- | ---------------------------------------------------- | ----------------------------------- | -------- |
| Jorge Videla          | Luitenant-generaal Jorge Videla (1925–2013)          | 29 maart 1976 - 29 maart 1981       | Militair |
| Roberto Eduardo Viola | Luitenant-generaal Roberto Eduardo Viola (1924–1994) | 29 maart 1981 - 21 november 1981    | Militair |
| Horacio Tomás Liendo  | Luitenant-generaal Horacio Tomás Liendo (1924–2007)  | 21 november 1981 - 11 december 1981 | Militair |
| Carlos Lacoste        | Viceadmiraal Carlos Lacoste (1929–2004)              | 11 december 1981 - 22 december 1981 | Militair |
| Leopoldo Galtieri     | Luitenant-generaal Leopoldo Galtieri (1926–2003)     | 22 december 1981 - 18 juni 1982     | Militair |
| Alfredo Saint Jean    | Generaal-majoor Alfredo Saint Jean (1926–1987)       | 18 juni 1982 - 1 juli 1982          | Militair |
| Reynaldo Bignone      | Luitenant-generaal Reynaldo Bignone (1928–2018)      | 1 juli 1982 - 10 december 1983      | Militair |

## Presidenten van deArgentijnse Republiek(1983–heden)
| Nr.   | President van Argentinië Presidente de Argentina | President van Argentinië Presidente de Argentina | President van Argentinië Presidente de Argentina | Ambtstermijn                        | Partij(en)                              | Vicepresident(en)              | Verkiezing(en) |
| ----- | ------------------------------------------------ | ------------------------------------------------ | ------------------------------------------------ | ----------------------------------- | --------------------------------------- | ------------------------------ | -------------- |
| 48    |                                                  | Raúl Alfonsín                                    | Raúl Alfonsín (1927–2009)                        | 10 december 1983 - 8 juli 1989      | UCR                                     | Víctor Hipólito Martínez       | 1983           |
| 49    |                                                  | Carlos Menem                                     | Carlos Menem (1930–2021)                         | 8 juli 1989 - 10 december 1999      | PJ                                      | Eduardo Duhalde (1989–91)      | 1989           |
| 49    | Carlos Ruckauf (1995–99)                         | Carlos Menem                                     | Carlos Menem (1930–2021)                         | 8 juli 1989 - 10 december 1999      | PJ                                      | 1995                           |                |
| 50    |                                                  | Fernando de la Rúa                               | Fernando de la Rúa (1937–2019)                   | 10 december 1999 - 20 december 2001 | UCR                                     | Carlos Álvarez (1999–00)       | 1999           |
| [ 2 ] |                                                  | Ramón Puerta                                     | Ramón Puerta (1951)                              | 20 december 2001 - 22 december 2001 | PJ                                      | Vacant                         |                |
| 51    |                                                  | Adolfo Rodríguez Saá                             | Adolfo Rodríguez Saá (1947)                      | 22 december 2001 - 30 december 2001 | PJ                                      | Vacant                         |                |
| [ 2 ] |                                                  | Eduardo Camaño                                   | Eduardo Camaño (1946)                            | 30 december 2001 - 2 januari 2002   | PJ                                      | Vacant                         |                |
| 52    |                                                  | Eduardo Duhalde                                  | Eduardo Duhalde (1941)                           | 2 januari 2002 - 25 mei 2003        | PJ                                      | Vacant                         |                |
| 53    |                                                  | Néstor Kirchner                                  | Néstor Kirchner (1950–2010)                      | 25 mei 2003 - 10 december 2007      | PJ                                      | Daniel Scioli                  | 2003           |
| 54    |                                                  | Cristina Fernández de Kirchner                   | Cristina Fernández de Kirchner (1953)            | 10 december 2007 - 10 december 2015 | PJ                                      | Julio Cobos (2007–11)          | 2007           |
| 54    | Amado Boudou (2011–15)                           | Cristina Fernández de Kirchner                   | Cristina Fernández de Kirchner (1953)            | 10 december 2007 - 10 december 2015 | PJ                                      | 2011                           |                |
| 55    |                                                  | Mauricio Macri                                   | Mauricio Macri (1959)                            | 10 december 2015 - 10 december 2019 | PRO                                     | Gabriela Michetti              | 2015           |
| 56    |                                                  | Alberto Fernández                                | Alberto Fernández (1959)                         | 10 december 2019 - 10 december 2023 | PJ                                      | Cristina Fernández de Kirchner | 2019           |
| 57    |                                                  | Javier Milei                                     | Javier Milei (1970)                              | 10 december 2023 - heden            | Partido Libertario (La Avanza Libertad) | Victoria Villarruel            | 2023           |